# Grotte de Latea
La grotte de Latea est située dans les monts Parere, dans la province de Sulawesi central sur l'île indonésienne de Sulawesi. C'est là qu'autrefois les Pamona, les habitants indigènes de la région de Poso, enterraient traditionnellement leurs morts. Cette pratique a cessé au XIXe siècle. 
La grotte comporte deux parties. La première se trouve dans la partie inférieure. Elle contient 8 cercueils et 36 squelettes. La seconde est dans la partie supérieure. Elle contient 34 cercueils et 47 squelettes. La grotte a été rénovée en 1994.
La grotte de Latea est située à environ 2 kilomètres de la route de Tentena, le chef-lieu du kecamatan de Pamona du nord dans le kabupaten de Poso. 
Avant d'atteindre la grotte, on doit traverser deux ponts. Le premier est en bon état. Le second a été rafistolé avec des tiges de bambou et des planches.